# Attila Abonyi
Attila Abonyi (ur. 16 sierpnia 1946, zm. 6 lipca 2023) – australijski piłkarz pochodzenia węgierskiego. Grał na pozycji napastnika.

## Kariera klubowa
Attila Abonyi wyemigrował wraz z rodziną do Australii w 1956 roku. Abonyi rozpoczął karierę w klubie Melbourne Hungaria w 1962 roku. W klubie skupiającym węgierskich emigrantów występował do 1968. Największym jego sukcesem z tego okresu było wygranie ligi stanu Wiktoria – Victorian State League (VSL) w 1967 roku.
W 1969 przeszedł do St George, najlepszego klubu założonego przez węgierskich emigrantów. W klubie z Sydney występował do 1976 roku, dwukrotnie zdobywając z nim mistrzostwo stanu Nowa Południowa Walia – NSW League Division 1 w 1972 i 1976 roku. Potem w 1977 roku przeszedł do klubie Sydney Croatia i występował w nim do 1979 roku. Z Sydney Croatia zdobył mistrzostwo stanu Nowa Południowa Walia – NSW League Division 1 w 1977 roku. Karierę zakończył w 1980 w Melita Eagles.

## Kariera reprezentacyjna
Attila Abonyi zadebiutował w reprezentacji 5 listopada 1967 w wygranym 5-3 meczu z Nową Zelandii w Sajgonie. Był to niezwykle udany debiut, gdyż Abonyi zdobył trzy bramki. W 1973 Australia awansowała po raz pierwszy w historii do Mistrzostw Świata 1974, a Abonyi uczestniczył w eliminacjach. Na turnieju w RFN Abonyi wystąpił we wszystkich trzech meczach z NRD, RFN i Chile. Ostatni raz w reprezentacji Abonyi zagrał 25 listopada 1977 w przegranym 0-1 meczu z Iranem w Teheranie w przegranych eliminacjach Mistrzostw Świata 1978. Ogółem w latach 1967–1977 wystąpił w 58 spotkaniach i strzelił 25 bramek.

## Kariera trenerska
Jeszcze jako zawodnik Attila Abonyi został trenerem. Jako grający trenerem prowadził Sydney Croatia i Melita Eagles. W latach 1981–1982 prowadził Riverwood, a w 1983 Canberra City, z którą zajął 5. miejsce w National Soccer League. W 1984 powrócił do Sydney Croatia. W latach 1985–1986 prowadził Rockdale Ilinden. Ostatnim jego klubem w karierze trenerskiej był St. George Saints, gdzie był asystentem i z którym zajął 3. miejsce w NSL.